# Fikayo Tomori
Fikayo Tomori właśc. Oluwafikayomi Oluwadamilola Tomori (ur. 19 grudnia 1997 w Calgary) – angielski piłkarz pochodzenia nigeryjskiego występujący na pozycji obrońcy we włoskim klubie A.C. Milan oraz w reprezentacji Anglii. W roku 2017 został wypożyczony do Brighton. W tym samym roku dołączył do Hull City, gdzie zadebiutował 13 września 2017 r. 6 sierpnia 2018 r. dołączył do Derby County, gdzie podczas swojego pobytu zdobył tytuł "Piłkarza Roku". Wychowanek klubu Chelsea F.C.
22 stycznia 2021 roku dołączył do włoskiego klubu A.C. Milan, na zasadzie wypożyczenia do końca sezonu, z możliwością wykupu.

## Sukcesy

### Chelsea
- FA Youth Cup: 2014/2015, 2015/2016
- Liga Młodzieżowa: 2014/2015, 2015/2016

### AC Milan
- Mistrzostwo Włoch: 2021/2022

### Reprezentacyjne
- Mistrzostwo świata U-20: 2017
- Turniej w Tulonie: 2018